# Бентешина
Бентешина (шум. IZAG.ŠEŠ, угар. Pndḏn‎, по-касситски Bantip-šenni) — сын и наследник Дуппи-Тешшупа страны Амурру, правивший в 1290/80 — 1235 годах до н. э.

## Имя
Вероятно, его имя хурритское и состоит из fandi (правый), šena (брат) и артикля -ni. Fandi-šenni означает «Правдивый брат».

## Биография

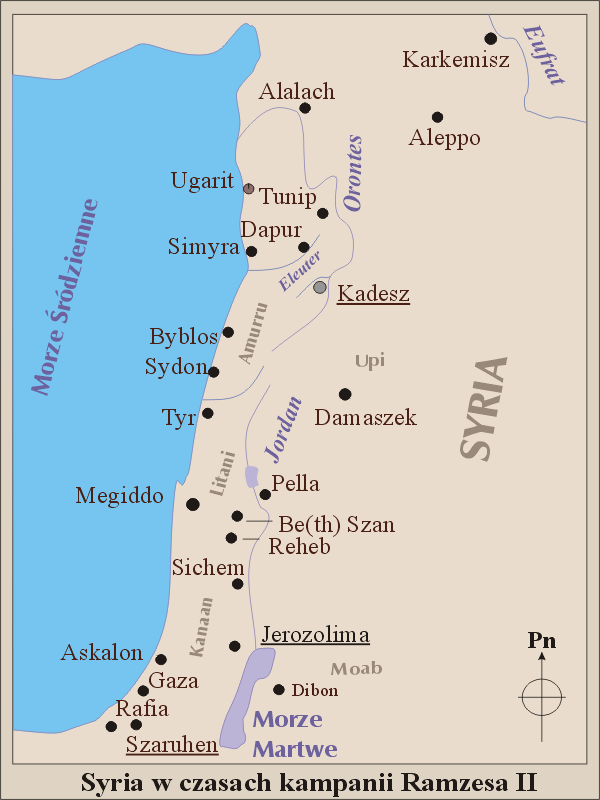
Сирия в XIII веке до н. э. (язык польский)

Неизвестно, когда Бентешина занял трон. Он был правителем уже в период Битвы при Кадеше (1274 год до н. э.), когда он расторг союз с хеттами и в ок. 1276/1275 году до н. э. выступил на стороне египтян, когда на свой 4 год правления фараон Рамсес II напал на Амурру. Из-за нарушения договора после Кадешской битвы, когда хетты вернули власть над Амурру, Муваталли II лишил Бентешину царской власти и привёл пленником в Хатти. Правителем Амурру был посажен Шапили. Хаттусили III запросил Муваталли II передать ему Бентешину, что тот исполнил. Бентешину перевезли в Хакмиш. Так как сам Хаттусили III взбунтовался против Мурсили III и провозгласил себя царём, Шапили был им низложен, и Бентешина вернулся на трон Амурру. Гашулиявия (Kiluš-Ḫepa), дочь Хаттусили III была выдана замуж за Бентешина, а одна из его дочерей вышла замуж за Нериккали, сына Хаттусили III. Таким образом, был возобновлён дружественный союз, разрушенный Азиру и Суппилулиумой I. Хаттусили III не был суров с Бентешиной потому, что понимал, что египтяне с Рамсесом II не оставили ему выбора. Бентешина занял положение, какой прежде было у Азиру.
В одном из писем Хаттусили III к вавилонскому правителю Кадашман-Эллилю II Бентешина назван правителем Амурру. Вавилонский царь жаловался, что его торговцы были убиты в Угарите и Амурру, отчего он проклял Бентешину (Bantip-šenni).
Бентешина оставался правителем Амурру, когда разгорелся конфликт между Тудхалией IV и Курунтой в 1236 году до н. э. Его сын Шаушкамува был провозглашён наследником Амурру. Согласно Договору Шаушкамувы, письму Тудхалии, Бентешина скончался в этот период. В этом тексте кратко излагаются исторические события в Амурру, упоминается предательство Бентешины при Муватталли II и его возвращение на трон. Так как в письме говорится о серьёзной напряжённости между Амурру и Ассирией с правителем Тукульти-Нинуртой I (ок. 1233 год до н. э.), то Бентешина скончался между 1235 и 1230 годами до н. э.